# 畸形黄耆
畸形黄耆（学名：Astragalus anomalus）为豆科黄芪属的植物，是中国的特有植物。分布在中国大陆的西藏等地，生长于海拔3,500米至4,100米的地区，多生长在山坡草地，目前尚未由人工引种栽培。